# 130 B 476
La 130 B 476 (avec son tender 13 C 231) est une locomotive à vapeur de la série 130 Est 30254 à 30766.

## Historique
La 130 B 476 est issue de la transformation d'une ancienne 030 Bourbonnais de la « série 8 », construite en 1883 pour la compagnie de l'Est. La 030 est totalement reconstruite par les ateliers d'Épernay en 1922 pour devenir une 130, en ne conservant qu'une partie du châssis, les cylindres et les essieux moteurs. Elle prend l’immatriculation Est 30.476.
Lors de la création de la SNCF, elle est immatriculée 130 B 476.
Le 10 octobre 1970, elle effectue son dernier voyage commercial, 87 ans après sa mise en service. Elle est alors à l'inventaire de la SNCF sous le numéro 34.476, mais est exploitée par la CFTA sur l'étoile de Gray.
Rachetée par l'AJECTA, elle arrive au dépôt de Longueville (Seine-et-Marne) en 1971. La 130 B 476 fut alors remise en service en 1974, et détachée à Richelieu pour l'exploitation du Train à vapeur de Touraine. Elle participera à quelques tournages de film sur cette ligne, notamment Bons baisers de Hong Kong et La Course à l'échalote. Classée au titre objet des monuments historiques le 10 février 1988, elle est actuellement préservée hors service au dépôt musée de l'AJECTA à Longueville.